# Ellenzék
Az ellenzék az egyes országok belpolitikájában olyan politikai erőket és szervezett csoportokat jelent, amelyek szemben állnak a kormányon lévő politikai erők gondolkodásmódjával és cselekedeteivel.
Az ellenzék célja a modern demokratikus államokban a politikai, kormányzati hatalom megszerzése  és ennek révén saját és a mögötte álló társadalmi csoportok érdekeinek érvényesítése. A demokratikus ellenzék a parlamentben lép fel a kormány ellenfeleként. Az ellenzék nem része a kormányzatnak és nem is vállalja a kormány munkájának támogatását.
Más esetekben, különösen nem-demokratikus rendszerekben az ellenzék az egész létező politikai rendszerrel szemben lép fel, nem ismeri el a fennálló rendszert. Az ellenzék ilyen esetekben parlamenten kívüli ellenzékként vagy illegalitásban, törvényen kívüli helyzetben működhet.
Különbséget tesznek versengő és kooperatív ellenzék között is, bár a politikai gyakorlatban főleg a vegyes formák fordulnak elő. A versengő ellenzék elsősorban a kormánytól igyekszik elhatárolódni, hibáira rámutatni, hogy a következő választásokra pozícionálja magát, hogy jobb alternatívaként mutassa be magát. A kooperatív, együttműködő ellenzék igyekszik beleilleszteni elképzeléseit a kormány aktuális törvényjavaslataiba, de ehhez tartózkodnia kell a kormány túlzott bírálatától.

## Története
Az ellenzéket Angliában már a 18. században a parlamentáris rendszer fontos részének tartották, amely ebből a szerepből is befolyást tudott gyakorolni a politikára. Más országokban azonban sokáig a puszta tagadással azonosították.
A nem demokratikus államokban, mint a rendszerváltás előtti szocialista országokban, az ellenzék gyakran a művészet területén, az egyes alkotói tömörülésekben, a vallási mozgalmak keretében vagy a környezetvédelmi csoportokon belül nyilvánul meg.  
A 20. század végére azonban a demokratikus államokban általánossá vált az a felfogás, ami a demokratikus államrend keretein belül hasznosnak tartja az ellenzék létezését.

## Feladatai
A parlamenti demokráciában a hatalmi ágak szétválasztása jegyében a végrehajtó hatalom, a kormány a törvényhozás, a parlament ellenőrzése alá tartozik. A parlamentben tevékenykedő ellenzéki frakciók különösen fontosak ebben a parlamenti ellenőrzésben, mivel a kormánypártokkal ellentétben kritikus távolságra vannak a végrehajtó hatalomtól. 
A modern parlamentekben szokás, hogy  a legnagyobb ellenzéki frakció vezeti az egyik vagy több fontos parlamenti bizottságot. A legnagyobb ellenzéki frakció frakcióvezetőjét ellenzéki vezetőként, esetenként az árnyékkormány vezetőjeként is emlegetik.
Az ellenzék a gyakorlatban a következő eszközökkel járulhat hozzá a parlamentáris demokrácia működéséhez:
- A hatalomkoncentráció megakadályozása legális eszközökkel. Ide tartozik a többpólusú hatalmi struktúra fenntartása, az államhatalmi ágak összevonásának, a hatalmi források koncentráltságának és a hatáskörök összevonásának megakadályozása.
- A kormány döntéshozatali jogának tiszteletben tartásával a kormányt állandó érvelésre, döntéseinek megindoklására valamint álláspontja logikus kifejtésre kötelezése.
- Feladata a fontos szakpolitikai ügyekben kidolgozott alternatívát előterjeszteni, akkor is ha elfogadására nem sok esély van.
- Az ellenzék (az Alkotmánybíróság mellett) felügyeli a kormányzó pártok hatalomgyakorlásának törvényességét.
- A kormányzó pártok által meghirdetett kormányzati program megvalósítását politikai eszközökkel számonkéri.
- Verseng a kormányzati hatalomért.
- A kormányzó pártokat a kormányzati feladatokat ellátó személyek szakmai, személyi, erkölcsi alapon történő megválasztására kötelezi.

## Fordítás
- Ez a szócikk részben vagy egészben  az   Opposition (Politik) című német Wikipédia-szócikk ezen változatának fordításán alapul.  Az eredeti cikk szerkesztőit annak laptörténete sorolja fel. Ez a jelzés csupán a megfogalmazás eredetét és a szerzői jogokat jelzi, nem szolgál a cikkben szereplő információk forrásmegjelöléseként.